# Mane de la Parra
Mane de la Parra (Cidade do México, 23 de dezembro de 1982) é um cantor e ator mexicano. Mane é neto da escritora mexicana Yolanda Vargas Dulché, irmão da diretora de orquesta mexicana Alondra de la Parra e sobrinho da atriz e diretora mexicana Emoé de la Parra.

## Carreira

### Carreira musical
Graças à experiência que ele ganhou, Mane agora está contou com um número de pessoas que o apoiaram no seu primeiro álbum. Boa parte da gravação foi feita em Buenos Aires , no estúdio "El Pie" que pertence ao produtor Alejandro Lerner. Outros envolvidos neste álbum foram: Zurdo Alegibe o baterista, que já havia trabalhado no albúm de Diego Torres, e Freddy Valeriani, o baixista.
A outra parte do álbum foi gravado em Los Angeles, onde Mane teve colaboração de Oskar Cartay, Jennifer Lopez, Marc Anthony e Garcia Fausto, percussionista de Stevie Wonder. O álbum foi mixado em Los Angeles por Thom Russo, um produtor que ganhou 14 prêmios Grammy, e masterizado por Eddy Schreyer.

### Carreira televisiva
Como ator, Mane já participou de produções de Pedro Damián como a telenovela Verano de amor no ano de 2009. Em  2010 ele esteve em Niña de mi corazón, onde além de atuar , cantou vário de seus temas musicais.
Para 2011 teve a oportunidade de protagonizar o filme "El cielo en tu mirada", ao lado de Jaime Camil, Natalia Lafourcade e Aislin Derbez. Neste mesmo ano foi o protagonista juvenil de Esperanza del corazón, telenovela produzida por de Luis de Llano, onde teve a oportunidade de explorar ainda mais suas faceta musicais. E em 2012 ele entra para o elenco de Cachito de cielo, do produtor Roberto Gómez Fernández, sendo um dos personagens centrais da trama, atuando pela primeira vez com Maite Perroni e Pedro Fernández.
Em 2015 protagonizou a novela Amor de barrio, junto com Renata Notni.
Em 2017 protagoniza a novela El vuelo de la victoria, junto com Paulina Goto e Andrés Palacios.

## Filmografia
| Ano  | Título                     | Personagem                          | Gênero     |
| ---- | -------------------------- | ----------------------------------- | ---------- |
| 2024 | Mi amor sin tiempo         | Daniel Subiri                       | Telenovela |
| 2022 | Corona de Lárimas 2        | Ignacio "Nacho" Chaveiros Hernández | Telenovela |
| 2021 | ¿Qué le pasa a mi familia? | Patricio Iturbide Casanova          | Telenovela |
| 2019 | La reina soy yo            | Juan José "Juanjo" Montés           | Telenovela |
| 2019 | Silvia, frente a ti        | Fernando Frade                      | Telenovela |
| 2017 | El vuelo de la victoria    | Andrés Santibáñez y Calzada Cruz    | Telenovela |
| 2015 | Amor de barrio             | Daniel Márquez Lopezreina           | Telenovela |
| 2014 | La Malquerida              | Ulises Torres                       | Telenovela |
| 2012 | Corona de Lárimas          | Inácio Chaveiros Hernández          | Telenovela |
| 2012 | Cachito de cielo           | Adrián "Cachito" Gómez Obregón      | Telenovela |
| 2012 | El cielo en tu mirada      | José Pereyra                        | Filme      |
| 2011 | Esperanza del corazón      | Alexis Duarte Moreno                | Telenovela |
| 2010 | Niña de mi corazón         | Charlie                             | Telenovela |
| 2009 | Verano de amor             | Bruno Carrasco                      | Telenovela |

## Discografia
| Ano  | Título            | Gênero     |
| ---- | ----------------- | ---------- |
| 2010 | Mande de la Parra | Pop latino |